# ウラガサウルス
ウラガサウルス（Wulagasaurus　"ウラガのトカゲ"の意味、発見地にちなむ）は白亜紀後期、現在の中国、黒竜江省に生息したハドロサウルス亜科のハドロサウルス類（平らな頭のカモノハシ恐竜）である。化石は漁亮子累層（en）のマーストリヒト期末期、6550万年前の地層から発見された。このボーンベッドは他にランベオサウルス亜科のハドロサウルス類（とさかのあるカモノハシ恐竜）であるサハリヤニア（Sahaliyania）が支配的であった。ウラガサウルスは2008年Pascal Godefroitらにより命名された。この時点では部分的な化石のみが発見されていた。これは2000年以降アムール川流域で発見されハドロサウルス類の一つである。タイプ種であり唯一の種でもあるW. dongiの種小名は中国の古生物学者董枝明に献名されたものである。

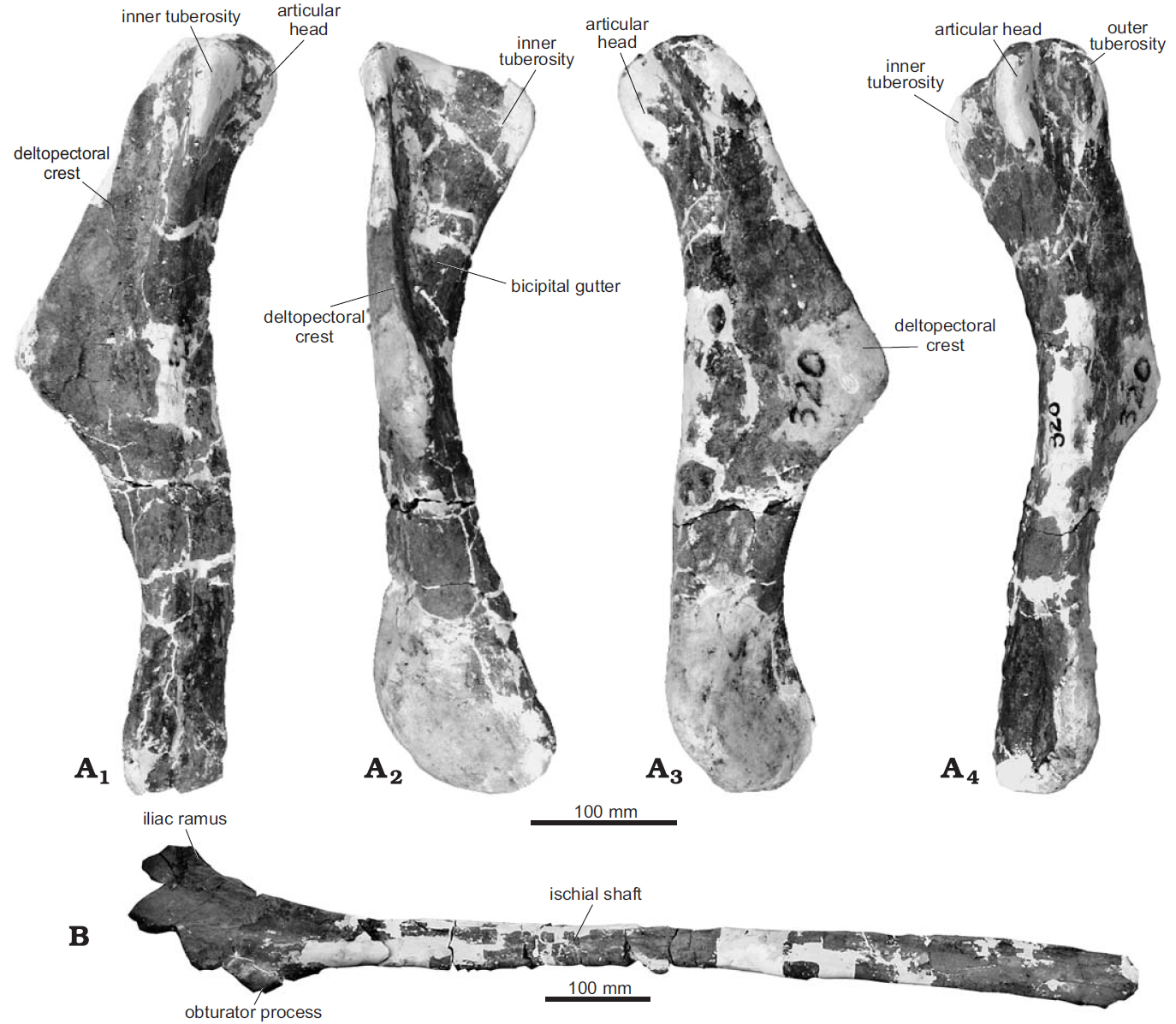
上腕骨と坐骨

タイプ標本GMHW184は部分的な歯骨（下顎の骨）である。Godefroitらは新属のボーンベッドから発見した追加の化石をウラガサウルスのものと指定した。これらには3つの脳函、1つの頬骨、2つの上顎骨、歯骨、肩甲骨、2つの胸骨の要素、2つの上腕骨、1つの腸骨が含まれている。細長い歯骨と、独特の関節と筋肉の付着部をもつ独自の形状の肩甲骨により他のハドロサウルス類と識別可能である。Godefroitは系統解析によりウラガサウルスが既知のハドロサウルス亜科で最も基盤的で、ハドロサウルス亜科およびハドロサウルス科の共通の起源がアジアであることを示した一般的なハドロサウルス科の属と同じようにウラガサウルスも草食であったようだ。 
古脊椎動物古人類研究所（IVPP）、中国科学院、アメリカ自然史博物館の研究者による最近の研究でWulagasaurus dongiの再評価と再記載が行われた。この結果、最初の標本と追加の標本のいずれからも、ウラガサウルスが北アメリカの分類群であるブラキロフォサウルス、マイアサウラと多くの形質を共有し、既知のクレードであるブラキロフォサウルス族（Brachylophosaurini）の構成員である可能性があることが分かった。

## 参照
1. ↑  Benton, Michael J. (2012). Prehistoric Life. Edinburgh, Scotland: Dorling Kindersley. pp. 44-45. ISBN 978-0-7566-9910-9
2. ↑  Godefroit, P., Lauters, P., Van Itterbeeck, J., Bolotsky, Y. and Bolotsky, I.Y. (2011). "Recent advances on study of hadrosaurid dinosaurs in Heilongjiang (Amur) River area between China and Russia." Global Geology, 2011(3).
3. 1 2  Godefroit, Pascal; Hai Shulin; Yu Tingxiang; and Lauters, Pascaline (2008). “New hadrosaurid dinosaurs from the uppermost Cretaceous of north−eastern China” (pdf). Acta Palaeontologica Polonica 53 (1):  47–74. doi:10.4202/app.2008.0103.
4. ↑  Horner, John R.; Weishampel, David B.; and Forster, Catherine A (2004). “Hadrosauridae”. In Weishampel, David B.; Dodson, Peter; and Osmólska, Halszka (eds.). The Dinosauria (2nd ed.). Berkeley: University of California Press. pp. 438–463. ISBN 0-520-24209-2
5. 1 2  Xing, Hai; Prieto-Marquez, Albert; Gu Wei; and Yu Tingxiang (2012). “Reevaluation and phylogenetic analysis of the hadrosaurine dinosaur Wulagasaurus dongi from the Maastrichtian of northeast China” (pdf). Vertebrata PalAsiatica 50 (2):  160–169.